# 6. armada (Avstro-Ogrska)
Za druge 6. armade glejte 6. armada.
6. armada (izvirno nemško 6. Armee) je bila armada k.u.k. Heera med prvo svetovno vojno.

## Zgodovina
Armada je bila ustanovljena avgusta 1914 in je do ukinitve 27. decembra istega leta delovala na balkanski fronti.
Armada je bila ponovno ustanovljena 15. januarja 1918 in je do razpada novembra istega leta delovana na italijanski fronti.

## Vodstvo
Poveljniki
- Prva formacija
- Feldzeugmeister Oskar Potiorek: avgust - 27. december 1914

- Druga formacija
- generalpolkovnik nadvojvoda Jožef Avstrijski: 15. januar 1918 - 15. julij 1918
- general konjice/generalpolkovnik Alois von Schönburg-Hartenstein: 15. julij - november 1918

## Organizacija
Avgust 1914
- 15. korpus (Sarajevo)

- 1. pehotna divizija (Sarajevo)
- 48. domobranska pehotna divizija (Sarajevo)

- 16. korpus (Dubrovnik)

- 18. pehotna divizija (Mostar)
- 47. pehotna divizija (Kaštel Novi)
- 40. honvedska pehotna divizija (Budimpešta)
- 109. deželnostrelska brigada